# 미스 대회

## 국제 미인대회 목록
| 미스 유니버스                   | 미스 월드                     | 미스 인터내셔널                  | 미스 어스                     | 미스 수프라내셔널              | 미스 그랜드 인터내셔널        | 미스 인터콘티넨탈                 |
| 더 미스 글로브                  | 미스 참                       | 미스 코스모 인터내셔널           | 미스 에코 인터내셔널          | 미스 글로벌                    | 유나이티드 콘티넨츠           | 톱모델 오브 더 월드               |
| ------------------------------- | ----------------------------- | -------------------------------- | ----------------------------- | ------------------------------ | ----------------------------- | --------------------------------- |
| 페이스 오브 뷰티 인터내셔널     | 미스 아시아 퍼시픽 인터내셔널 | 미스 투어리즘 인터내셔널         | 미스 투어리즘 퀸 인터내셔널   | 미스 투어리즘 퀸 오브 더 이어  | 미스 아우라 인터내셔널        | 미스 코스모폴리탄 월드            |
| 미스 코스모 월드                | 미스 페이스 오브 휴머니티     | 슈퍼모델 인터내셔널              | 엘리트 모델 룩                | 월드 미스 유니버시티           | 미스 글로벌 뷰티퀸            | 미스 글로브 인터내셔널            |
| 미스 에코 틴                    | 미스 틴 유니버스 인터내셔널   | 미스 틴 월드                     | 미스 틴 인터내셔널            | 미스 틴 인터내셔널             | 미스 유에스에이               | 미스 틴 유에스에이                |
| 미스 아메리카                   | 미스 틴 참 인터내셔널         | 미스 글램 월드                   | 미스 아시아 글로벌            | 미스 투어리즘 월드             | 미스 투어리즘 월드 (중국)     | 미스 인바이런먼트 인터내셔널      |
| 미스 썸머 월드                  | 페이스 오브 아시아            | 미스 프리덤 오브 더 월드         | 미스 폴로 인터내셔널          | 주얼 오브 더 월드              | 미스 랜드스케이프 인터내셔널  | 미스 스쿠버 인터내셔널            |
| 레이나 히스파노 아메리카        | 레이나 델 카페                | 레이나 델 카카오 & 초콜렛        | 레이나 문디알 델 바나노       | 미스 엘리트 월드               | 미스 아시안 인터내셔널        | 미스 글로벌 시티                  |
| 미스 투어리즘 글로벌            | 미스 투어리즘 유니버스        | 미스 투어리즘 시티               | 미스 플래닛 인터내셔널        | 레이디 유니버스                | 미스 영 인터내셔널            | 월드 뷰티 퀸                      |
| 미스 슈퍼 탤런트 오브 더 월드   | 미스 아시아 어워즈            | 미스 프로그레스 인터내셔널       | 미스 서밋 인터내셔널          | 미스 유럽                      | 미스 오션 월드 (베트남)       | 미스 글래머 룩 인터내셔널         |
| 미스 테라 벨라 월드             | 미스 슈퍼모델 월드와이드      | 미스 아시아 월드                 | 미스 엘레강스 인터내셔널      | 미스 유럽 콘티넨탈             | 유니버설 우먼                 | 미스 유니버설 앰배서더            |
| 미스 멀티네이션                 | 미스 멀티버스                 | 미스 카파도키아                  | 미스 니세코 월드              | 미스 쁘띠 인터내셔널           | 미스 프렌드십 인터내셔널      | 미스 골드 인터내셔널              |
| 런웨이 모델 유니버스            | 월드 슈퍼모델 패전트          | 미스 피트니스 슈퍼모델           | 더 룩 오브 더 이어            | 미스 판 콘티넨탈               | 미스 뤼미에르 인터내셔널 월드 | 미스 그레이트 월드                |
| 월드 톱 모델                    | 미스 틴 글로벌                | 미스 틴 콘티넨탈                 | 미스 틴 모델 인터내셔널       | 미스 틴 유니버스               | 미스 유니티 인터내셔널        | 미스 틴 그린                      |
| 미스 스피어 인터내셔널          | 미스 그랜드 씨 월드           | 미스 틴 투어리즘                 | 미스 에콜로지 인터내셔널      | 미스 오브 인터내셔널           | 미스 틴 에이저                | 미스 투어리즘 플래닛              |
| 미스 페뷸러스 인터내셔널        | 미스 쁘띠 글로벌              | 미스 옴니내셔널                  | 미스 헤리티지 글로벌          | 미스 에메랄드 인터내셔널       | 미스 후터스 인터내셔널        | 미스 투어리즘 월드와이드          |
| 미스 투어리즘 퀸 월드와이드     | 미스 틴 그랜드 인터내셔널     | 미스 틴 그랜드 유니버스          | 미스 틴 어스                  | 미스 틴 수프라내셔널           | 미스 플래닛                   | 미스 인터 글로벌                  |
| 미스 수프라 글로벌              | 미스 네이처 월드              | 미스 틴 수프라 그랜드 인터내셔널 | 미스 네이션                   | 미스 투어리즘 앤 컬쳐 유니버스 | 퀸 오브 더 월드               | 미스 채리티 인터내셔널            |
| 미스 투어리즘 인터콘티넨탈 월드 | 미스 투어리즘 메트로폴리탄    | 아메리카 주니어 미스             | 미스 틴 글로브 인터내셔널     | 미스 틴 인터콘티넨탈           | 미스 틴 인터내셔널            | 퀸 오브 인터내셔널 투어리즘       |
| 미스 슈퍼 글로브                | 미스 앰버 월드                | 미스 글로벌 채리티 퀸            | 미스 유럽 월드                | 미스 영 오브 더 월드           | 미스 레인보우 오브 더 월드    | 미스 7 칸터넌트                   |
| 미스 루비 인터내셔널            | 미스 틴 아시아 퍼시픽         | 미스 보떼 인터내셔널             | 미스 프린세스 오브 더 월드    | 미스 호프랜드 월드             | 미스 틴 아메리카              | 미스 틴 아메리카스                |
| 미스 아메리카 틴                | 미스 틴 올 아메리칸           | 미스 에스테틱 인터내셔널         | 클라씨 모델 인터내셔널        | 미스 투어리즘 앤 컬처 유니버스 | 미스 모델 오브 더 유니버스    | 미스 틴 아이콘 인터내셔널         |
| 국제 모델 인재 협회             | 미스 커피 인터내셔널          | 퀸 뷰티 유니버스                 | 미스 크리스탈 엔젤 인터내셔널 | 미스 오션 월드                 | 미스 오리엔탈 투어리즘        | 포드 슈퍼모델 오브 더 월드 (단종) |

## 같이 보기
- 미스 유니버스
- 미스 월드
- 미스 인터내셔널
- 미스 어스
- 미스 수프라내셔널
- 미스 그랜드 인터내셔널
- 미스 인터콘티넨탈
- 미스 아시아 퍼시픽 인터내셔널
- 미스터 인터내셔널
- 미스터 월드
- 미스터 대회